# Luca Vigiani
Luca Vigiani (* 25. August 1976 in Florenz) ist ein ehemaliger italienischer Fußballspieler und heutiger Trainer. Als Spieler ist Vigiani vor allem für seine Zeit bei Reggina Calcio bekannt, für die er auf über 90 Spiele kam, insgesamt bestritt Vigiani 161 Serie-A-Spiele.

## Karriere

### Als Spieler
Vigiani machte sein Serie-A-Debüt am 4. Juni 1995 für den AC Florenz bei einer Heimniederlage gegen den AC Mailand. Anschließend wurde an zwei Drittligisten verliehen, um dort Erfahrung zu sammeln. Nach seiner Rückkehr hatte der AC Florenz jedoch keine Verwendung mehr für ihn, so wechselte er 1998 zu Cisco Roma, die damals noch Cisco Lodigiani hießen. Nach 70 Einsätzen dort verpflichtete ihn 2001 der damalige Zweitligist Pistoiese. Sein erstes Jahr für Pistoiese verlief jedoch weniger glücklich, da Vigiani verletztbedingt nur zu 5 Einsätzen kam und sein Club außerdem in die Serie C abstieg, allerdings konnte er sich im folgenden Jahr auch dank der Förderung von Trainer Walter Mazzarri als Stammspieler etablieren.
2003 wechselte Mazzarri zum AS Livorno und nahm Vigiani gleich mit, auch hier etablierte sich Vigiani schnell und feierte am Ende der Saison 2003/04 den Aufstieg in die Serie A.
2005 wurde er zunächst an Reggina Calcio verliehen und später fest verpflichtet. Sein Engagement bei den Süditalienern gilt heute als sein erinnerungswürdigstes. Mit Reggina Calcio, traditionell ein mittelmäßiger Klub, schaffte Vigiani dreimal den Klassenerhalt und bestritt insgesamt 99 Serie-A-Partien. Eines seiner besten Spiele machte er bei einem 3:1-Sieg gegen Calcio Catania, bei dem Vigiani alle drei Tore erzielte. Nachdem sein Klub in der Saison 2008/09 den Abstieg hinnehmen musste, blieb er Reggina zunächst noch treu und spielte eine halbe Saison lang, wieder als Stammspieler, in der Serie B, verließ den Verein aber nach Streitigkeiten mit dem Management und unterschrieb einen Zwei-Jahres-Vertrag beim FC Bologna, die zu dem Zeitpunkt in der Serie A spielten.
2010 bereits kehrte er zu Reggina zurück, am 23. Januar 2010 lief er zum 100. mal für seinen Verein auf und wurde zuletzt noch nach Carrarese Calcio verliehen. Anschließend beendete Vigiani seine Spielerlaufbahn, da er sich fortan auf seine Trainerkarriere konzentrieren wollte.

### Als Trainer
Nach mehreren Stationen als Assistenztrainer, unter anderem bei Inter Mailand, landete Vigiani 2019 beim FC Bologna. Dort trainierte er die U-15, U-17, und die U-19. Nachdem Siniša Mihajlović im September 2022 von seinen Aufgaben entbunden wurde, übernahm Vigiani interimsweise die Profimannschaft des FC Bologna. Bei seinem bisher einzigen Spiel als Cheftrainer einer Profimannschaft gewann sein Team die Serie-A-Partie gegen den AC Florenz am 11. September 2022 mit 2:1.